# Rupture du barrage de Brumadinho
La rupture du barrage de Brumadinho est une catastrophe environnementale qui s'est produite le 25 janvier 2019 dans la municipalité brésilienne de Brumadinho, à 65 km de Belo Horizonte, capitale de l'État de Minas Gerais.

## Le barrage de Brumadinho
Le barrage de Brumadinho est un barrage construit en travers du ruisseau Ferro-Carvão, dans le sud-est du Brésil (État de Minas Gerais). Haut de 88 mètres, d'une capacité de 11,7 millions de mètres cubes d'eau, et opérationnel depuis 1976, cet ouvrage d'art sert de réservoir de rétention pour les déchets de l'exploitation minière à la mine de Córrego do Feijão, une zone rurale de la municipalité de Brumadinho. En janvier 2019, il était en cours de démantèlement.

## Catastrophe environnementale
Au début de l'après-midi du 25 janvier 2019, le barrage de Brumadinho, exploité par l'entreprise Vale SA, a rompu,. Les rejets de cette rupture ont touché la zone administrative de la compagnie[pas clair], où se trouvaient des travailleurs ainsi qu'une partie de la communauté de Vila Ferteco.
L'événement s'est produit trois ans après la mort de 19 personnes, à la suite de la rupture du barrage minier de Fundão, dans la ville de Mariana (État de Minas Gerais). Selon le service d'incendie, il y aurait eu trente-quatre morts et trois cents disparus,.
Le 2 février 2019, le bilan s'élève à 115 morts et 248 disparus.

## Réactions

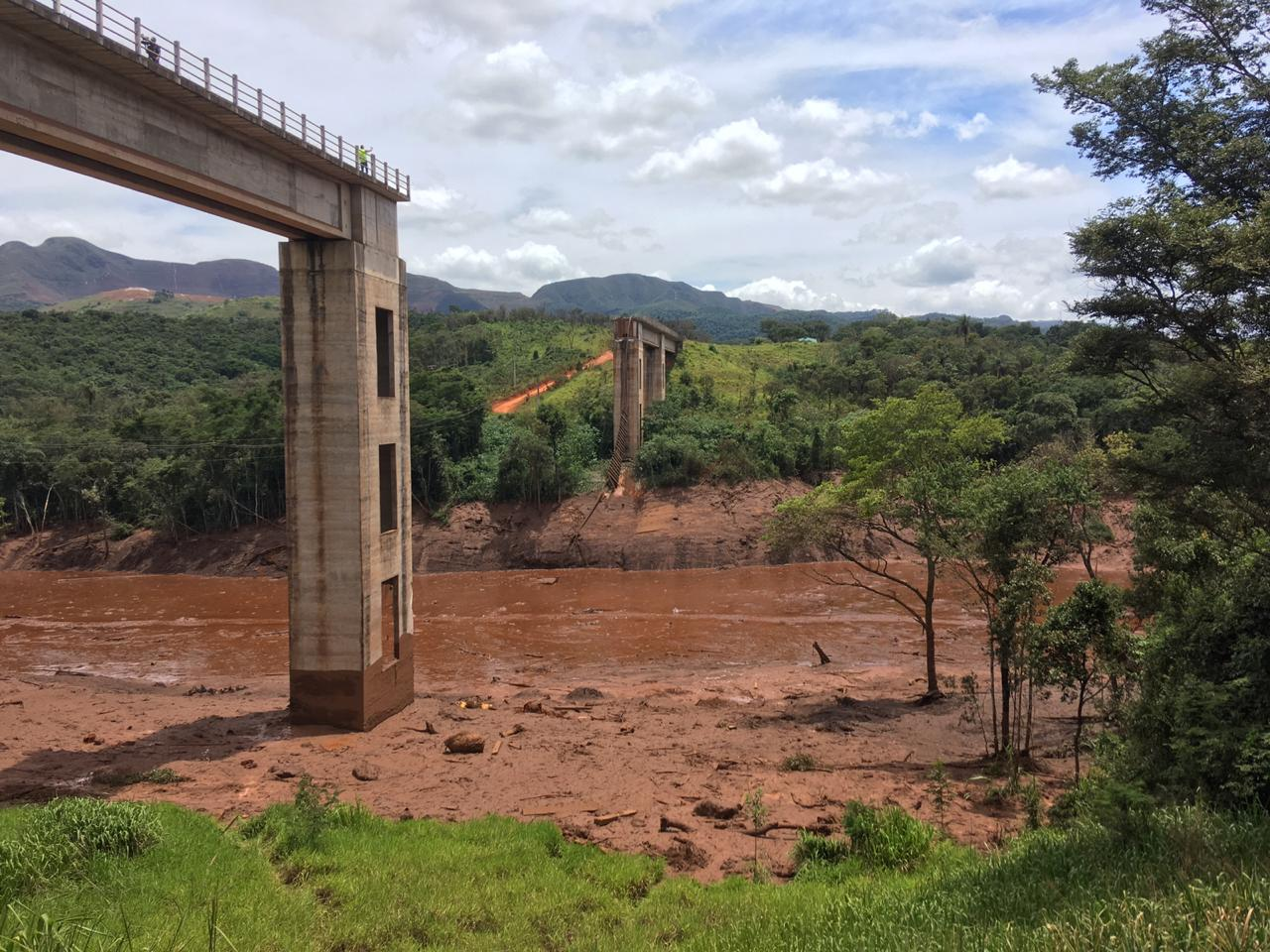
Fleuve rempli de boue, après la rupture du barrage, à Brumadinho.

Le président de la République, Jair Bolsonaro, a décidé de mobiliser le gouvernement fédéral pour qu'il agisse conjointement avec le gouvernement de Minas Gerais et la préfecture de Brumadinho. Le ministère de la Santé a mis à disposition la force nationale du SUS. Les ministères des Mines et de l'Énergie (MME), du Développement régional (MDR) et de la Défense, ainsi que le ministère de l'Environnement lui-même, ont également été invités à intégrer les efforts de l'État autour du dossier,.
Le gouvernement de l'État de Minas Gerais a publié un communiqué qui annonçait qu'un groupe de travail avait été désigné pour agir sur le site de la rupture du barrage de Brumadinho. Le service des pompiers, par l'intermédiaire du bataillon des urgences environnementales, et la défense civile réalisent les premiers travaux nécessaires et fournissent une assistance aux victimes. Le gouvernement a également créé un bureau de crise stratégique pour surveiller de près les actions,. Des représentants du Secrétariat à l'environnement et au développement durable et du Secrétariat à l'impact social ont également été désignés dans la région. Le gouverneur de Minas Gerais, Romeu Zema (pt), a déclaré : « Pour le moment, la grande mesure consiste à voir les survivants et à informer les familles des personnes touchées,,. »
En septembre, la police brésilienne recommande l’inculpation d’employés de Vale et de la société d’audit allemande TÜV SÜD, accusés d’avoir falsifié des documents pour attester de la solidité du barrage. En novembre, l’Agence nationale des mines révèle que le groupe minier n'a pas informé les autorités d’anomalies sur le barrage de Brumadinho. D'après l'agence : « Si l’ANM avait été informée correctement, elle aurait pu exiger des mesures d’urgence de la part de l’entreprise, ce qui aurait pu éviter la catastrophe »,